# Sanmao
Sanmao (chinesisch 三毛; * 26. März 1943 in Chongqing, Republik China; † 4. Januar 1991 in Taipeh, Taiwan) war eine taiwanische Schriftstellerin. Sie machte sich ab 1976 mit autobiografischen Werken einen Namen, wurde in ihrer Heimat Taiwan jedoch auch durch ihre langjährigen Reisen und Übersetzungen bekannt. Bis zu ihrem Tod soll sie 59 Länder bereist haben. Sie studierte Philosophie und unterrichtete zeitweise Deutsch. Geboren als Chen Mao-ping (陳懋平), wählte sie ihren Künstlernamen nach der Hauptfigur im ersten Buch, das sie in die Hand bekam, San Maos Wanderschaft vom Comic-Zeichner Zhang Leping, den sie später auch persönlich traf. Im englischen Sprachraum ist sie auch als Echo oder Echo Chan bekannt, den ersten Namen, den sie sich in lateinischen Buchstaben gab, abgeleitet von der gleichnamigen griechischen Nymphe.

## Herkunft
Sanmao wurde in Chongqing als Tochter des Anwalts Chen Siqing und seiner Frau Miao Jinlan geboren. Zur Familie gehört eine ältere Schwester, Chen Tianxin. Die Eltern waren gläubige Christen. Sie stammten ursprünglich aus Zhejiang. Nach dem Zweiten Japanisch-Chinesischen Krieg zog die Familie nach Nanjing. Als Sanmao sechs Jahre jung war, flüchtete die Familie vor den Kommunisten nach Taiwan. Gleichwohl kritisierten die Eltern auch die mangelnden Freiheiten im damaligen taiwanesischen Schulsystem.
Bereits im Kindesalter war Sanmao an der klassischen und zeitgenössischen chinesischen Literatur interessiert und eine eifrige Leserin von Autoren wie Lu Xun, Ba Jin, Bing Xin, Lao She, and Yu Dafu. Auch europäische und amerikanische Klassiker faszinierten sie, darunter Der Graf von Monte Christo, Don Quichote und Vom Winde verweht. Besonders beeinflusst war sie von einem der vier herausragenden chinesischen Klassiker, Der Traum der Roten Kammer, einem enorm umfangreichen und anspruchsvollen Roman, den sie bereits als Schülerin der 5. Jahrgangsstufe las. Auf die Frage, was sie später einmal werden wolle, antwortete sie, dass sie vorhabe einen großen Künstler wie Pablo Picasso zu heiraten.
Wegen ihrer Leidenschaft für die Literatur hatte Sanmao in anderen Fächern, speziell Mathematik, eher schlechte Noten. Nachdem sie im Alter von 12 Jahren von einem Lehrer misshandelt wurde, der schwarze Kreise um ihre Augen gemalt und sie vor der gesamten Klasse erniedrigt hatte, ging sie nicht mehr zur Schule. Ihr Vater unterrichtete sie zuhause im Englischen und in der klassischen Literatur. Die Hauslehrer Shao Youxan und Gu Fusheng brachten ihr das Klavierspiel und Malen bei.
Ihren ersten Essay schrieb Sanmao mit 19 Jahren, 1962.

## Leben und Literarische Karriere

### Sprachunterricht in Madrid und Berlin
An der Chinesischen Kulturuniversität in Taiwan studierte Sanmao ab 1964 mit einer Sondergenehmigung des Gründers Chang Chi-yun Philosophie, um sich über den „Sinn des Lebens“ klar zu werden und ihre persönlichen Probleme zu lösen. Sie verliebte sich in einen Kommilitonen, sah sich in der Romanze jedoch enttäuscht und zog 1967 auf sich allein gestellt nach Madrid, wo sie Spanisch lernte. 1969 zog Sanmao nach Deutschland um, wo sie am Berliner Goethe-Institut bis zu 16 Stunden täglich Deutschunterricht nahm. Nach nur neun Monaten erhielt sie ihr Sprachdiplom als Deutschlehrerin. Ihre Erfahrungen in der Zeit verarbeitete sie in der Kurzgeschichte Gefallene Stadt, die 1982 in der Zeitung Hai Xia erschien. Darin berichtete sie von einem enormen sozialen Druck, um ihre Eltern nicht zu enttäuschen, die ihren Auslandsaufenthalt finanzierten, und sah sich von einem deutschen Mitstudenten zusätzlich gestresst, weil der ihre Fähigkeit, Deutsch zu buchstabieren anzweifelte und selbst auch noch beim Schlafen Hörbücher konsumierte, um „unbewusst“ weiterzulernen. An der Universität von Illinois arbeitete sie in der juristischen Bibliothek, bevor sie mit 26 Jahren nach Taiwan zurückkehrte. Sie verlobte sich mit einem dortigen Deutschlehrer, der jedoch an einem Herzinfarkt starb, bevor sie heiraten konnten. Sanmao kehrte nach Madrid zurück, wo sie in einer Grundschule Englisch unterrichtete.

### Geschichten aus der Sahara
1976 veröffentlichte sie die autobiografischen, bisher nur ins Englische übersetzten The Stories of the Sahara, das Ergebnis ihrer Lebenserfahrungen an der Seite ihres aus Jaén stammenden spanischen Ehemanns José María Quero, mit dem sie in der damaligen Hauptstadt der spanischen Westsahara, El Aaiún, lebte. Sie hatte José bei ihrem ersten Aufenthalt 1967 in Madrid kennen gelernt. Er war damals erst 16 Jahre alt und in der Küche der taiwanesischen Botschaft beschäftigt. Nachdem er beharrlich über sechs Jahre um ihre Hand angehalten hatte und sie nach eigener Aussage nach der Lektüre eines Artikels in National Geographic unbedingt die Sahara bereisen wollte, ja sogar „Heimweh“ nach dieser Gegend verspürte, die sie noch nie gesehen hatte, folgte sie ihm in die abgelegene Gegend. José hatte sich wegen ihrer Sehnsucht nach der Wüste eigens Arbeit gesucht in der Verladestation der weltgrößten Phosphatmine Bou Craa, rund 100 km von El Aaiún entfernt. 1973 heiratete sie ihn – die Hochzeitsreise führte durch die Wüste nach Algerien und Mauretanien – und erhielt dadurch die spanische Staatsbürgerschaft. Die genauen, teils komischen Umstände der Hochzeit beschreibt sie detailliert in den Stories of the Sahara. Halb Reisetagebuch, halb literarische Lebenserinnerungen, beeindrucken die bisher nicht auf Deutsch erschienenen Kurzgeschichten aus der Sahara durch ihren prägnanten Stil, die genaue Beobachtung und sie sehr persönliche Haltung, die streckenweise einer Beichte nahe kommt. Sanmaos Beschreibung der örtlichen Sahrauis und deren Lebensstil ist wegen tendenziell „rassistischer“ Passagen teilweise umstritten. Bisweilen erinnert das Buch an eine Robinsonade, beschreibt Sanmao doch ausführlich, wie sie und José sich mit eigenen Kräften in einem unverputzten, sehr bescheidenen Betonbau häuslich einrichten. Die Anschaffung von Baumaterial und die Beschäftigung von Handwerkern erweisen sich in der Wüstenstadt als zu kostspielig. Um an Geld zu kommen, gehen die beiden an der Atlantikküste fischen und verkaufen ihre Ware mit wenig Geschäftssinn.
Der Chefredakteur der taiwanesischen United Daily News, Ping Xintao, ermuntert Sanmao, ihre Erlebnisse in Reportagen zu verarbeiten. Daraus entstand das Buch, das in Taiwan, Hongkong und China bis heute zu den viel gelesenen, außerordentlich populären Schriften gehört. Die früheren Texte von Sanmao wurden auf Englisch unter dem Titel Gone With the Rainy Season verlegt. Auch in weiteren Büchern spielen ihre Erfahrungen in der Westsahara und auf den Kanarischen Inseln eine wichtige Rolle.

### Auf den Kanarischen Inseln
Ende der siebziger Jahre lebt Sanmao mit ihrem Mann in der Stadt Telde auf Gran Canaria, zeitweise auch in Santa Cruz de La Palma auf La Palma. Am 30. September 1979 starb José in den Gewässern vor Barlovento auf La Palma bei einem Tauchunfall. In dem Ort erinnert ein Denkmal an das Unglück, das zwei bronzene Taucher-Flossen zeigt. Sein Grab auf dem Friedhof der Inselhauptstadt Santa Cruz ist heute eine viel besuchte Wallfahrtsstätte asiatischer Touristen. Seit Dezember 2018 gibt es auf La Palma sogar eine ausgeschilderte Sanmao Tour, die von der Hauptstadt Santa Cruz zu den Naturschwimmbecken von La Fajana in Barlovento führt.

### Rückkehr nach Taiwan
Ein Jahr nach Josés Tod kehrte Sanmao abermals zurück nach Taiwan, von wo sie im November 1981 im Auftrag der United Daily News zu einer Reise durch Zentral- und Lateinamerika aufbrach. Sie schrieb währenddessen Reportagen für taiwanesische Zeitungen und Zeitschriften, die ebenfalls als Buch veröffentlicht wurden (Over River und Mountain). Von 1981 bis 1984 unterrichtete sie an der Kulturuniversität in Taipeh. Aus gesundheitlichen Gründen beschränkte sie sich danach auf die freie Schriftstellerei und gelegentliche Seminare. Im April 1989 kehrt sie zum ersten Mal in ihre Geburtsstadt in Festlandchina zurück und stellt bei der Gelegenheit fest, dass sie dort viele begeisterte Leser hat. Bei dieser Reise lernt sie auch Comic-Zeichner Zhang Leping persönlich kennen.
Insgesamt veröffentlichte Sanmao zwischen 1976 und ihrem Tod 1991 20 Bücher, darunter auch die Comic-Übersetzung Mafalda aus dem Spanischen ins Chinesische.
In Ostasien gilt Sanmao bis heute als wegweisende Literatin, die vor allem von Frauen sehr geschätzt wird, da sie mit ihrem selbständigen, unabhängigen und kosmopolitischen Lebensstil gegen die traditionellen Regeln aufbegehrte. 2011 wurden San Maos Werke anlässlich ihres 20. Todestages in einer Sammlung von elf Büchern neu veröffentlicht, darunter im ersten Band der Titel Die Regenzeit kehrt nicht zurück über ihre Kindheit und Jugend.
Für die Wissenschaftlerin Miriam Lang ist Sanmao das erste „massenmediale Promi-Phänomen“ der chinesischsprachigen Welt, nicht zuletzt deshalb, weil die Autorin gleichzeitig die Heldin ihrer eigenen Geschichten ist. Sanmao von der von ihr geschaffenen literarischen Figur zu unterscheiden sei dabei eine ungewöhnlich komplexe Herausforderung.

### Tod
Am 4. Januar 1991 erhängte sich Sanmao im Alter von nur 47 Jahren mit einem Paar Seidenstrümpfe während eines Klinikaufenthalts in Taipeh. Ihre zahlreichen Fans spekulieren seitdem über mögliche Motive für die Selbsttötung, darunter Angst vor einer Krebs-Diagnose, eine Depression wegen des frühen Tods ihres Ehemanns José oder Enttäuschung darüber, dass ihr Drehbuch zum Film Roter Staub (1990) beim Golden Horse Film Festival and Awards nicht ausgezeichnet wurde.
Seit Juli 2000 wird ihr Nachlass vom National Taiwan Cultural Centre in Zhongxi verwaltet. In Dinghai/Zhejiang wurde im Dezember 2000 eine Erinnerungsstätte eröffnet, die der Architekt Fu Wenwei entwarf.

## Zitate
„Nach der traditionellen chinesischen Erziehung sollten Kinder entgegenkommend sein. Aber Sanmao war anders. Einmal hat eine Nachbarin etwas Schlechtes über unsere Mutter gesagt. Sanmao ging zu ihr und argumentierte mutig mit ihr über das Gesagte. Sie hatte seit ihrer Kindheit ihre ganz eigenen Grundsätze.“ – Chen Tianxin, ältere Schwester von Sanmao
„Fragen Sie mich nicht, woher ich komme. Meine Heimat liegt weit entfernt. Ich wandere und suche nach dem Olivenbaum in meinen Träumen.“ – aus dem Gedicht Der Olivenbaum von Sanmao
„José hatte damals angefangen, mich 'Fremde' zu nennen. Nicht deshalb, weil der Roman von Camus soeben populär geworden war, sondern vielmehr, weil 'Fremde' für mich genau die richtige Bezeichnung schien. Ich hatte in diesem Leben immer den Eindruck gehabt, als ob ich nicht Teil der Welt um mich herum war. Ich hatte häufig das Bedürfnis, die ausgetretenen Pfade eines normalen Lebens zu verlassen und Dinge ohne weitere Erklärung zu tun.“ – Sanmao, Stories of the Sahara

## Trivia
Am 26. März 2019 würdigte Google Sanmao mit einem Doodle zu ihrem 76. Geburtstag.